# Lyssomanes pauper
Lyssomanes pauper är en spindelart som beskrevs av Cândido Firmino de Mello-Leitão 1945. 
Lyssomanes pauper ingår i släktet Lyssomanes och familjen hoppspindlar. Inga underarter finns listade i Catalogue of Life.